# Schwedische Eishockeymeisterschaft 1942
Die Saison 1942 war die 20. Austragung der schwedischen Eishockeymeisterschaft. Meister wurde zum insgesamt fünften Mal in der Vereinsgeschichte Hammarby IF.

## Meisterschaft

### Erste Qualifikationsrunde
- IF Fellows – Uddens IF 1:0
- IK Huge – Sandvikens IF 1:7

### Zweite Qualifikationsrunde
- Sörhaga IK – IF Fellows 2:1
- Brynäs IF – Sandvikens IF 4:3

### Erste Runde
- Skuru IK – Karlbergs BK 0:1
- Nacka SK – Horntulls IF 3:1
- AIK Solna – Rålambshofs IF 9:0
- IK Hermes – Djurgårdens IF 3:1
- IF Göta Karlstad – Sörhaga IK 4:0
- Brynäs IF – Mora IK 8:3
- GIF Sundsvall – IFK Nyland 1:9
- IK Sirius – IF Vesta 1:5
- Västerås IK – IF Aros 2:3
- IFK Norrköping – IK Sleipner 3:0
- UoIF Matteuspojkarna – IK Sture 11:0

### Achtelfinale
- IFK Mariefred – AIK Solna 2:6
- Brynäs IF – IFK Nyland 2:10
- Hammarby IF – IK Hermes 5:0
- IF Vesta – Nacka SK 3:3/3:4
- IF Göta Karlstad – Karlbergs BK 0:6
- IFK Norrköping – IK Göta 3:13
- IF Aros – Reymersholms IK 1:4
- Södertälje SK – UoIF Matteuspojkarna 5:2

### Viertelfinale
- AIK Solna – IFK Nyland 2:1
- Hammarby IF – Nacka SK 4:1
- Karlbergs BK – IK Göta 4:2
- Reymersholms IK – Södertälje SK 0:2

### Halbfinale
- AIK Solna – Hammarby IF 0:4
- Karlbergs BK – Södertälje SK 0:2

### Finale
- Hammarby IF – Södertälje SK 3:0